# Stenløse BK
Stenløse BK is een Deense voetbalclub uit Stenløse. De club werd in 1911 opgericht en speelt anno 2010 in de Deense tweede divisie Oost, de derde hoogste voetbalcompetitie in Denemarken.